# Savoir libre
 (mars 2023).

Le copyleft, une composante essentielle du savoir libre.

Le savoir libre ou connaissance libre est le savoir qui peut être acquis, interprété et appliqué librement. Il peut ainsi être reformulé selon les besoins de chacun et partagé avec d'autres, avec le moins de contraintes possibles, pour le bénéfice de la communauté. Le terme réfère souvent à des contenus savants numériques, mais ne s'y restreint pas nécessairement.
Le mouvement pour le savoir libre est un mouvement social apparenté au mouvement pour le libre accès (open access) et au mouvement pour la culture libre. Il rassemble différents groupes de la société civile, des agences gouvernementales et des individus autour de l'idée que l'accès au savoir est essentiel pour la justice sociale, pour la liberté et pour le développement économique.

## Origine
Les premiers fondements du mouvement ont été mis en place par le mouvement du logiciel libre au début des années 1980. Le travail collaboratif connaissant certains succès dans ce domaine, avec notamment l'apparition de licences de type copyleft, la culture libre a connu une forte croissante au cours des années 1990 et 2000 avec l'apparition de l'Internet et l'émergence du Web 2.0. L'utilisation de certains outils numériques, tels les wikis par des projets collaboratifs tels Wikipédia, a favorisé l'émergence de diverses communautés libres produisant des ressources libres.
Portées par une philosophie du partage de la connaissance prônant que cette dernière devrait pouvoir être accessible et partageable sans restrictions, les communautés libres partagent d'autres valeurs diverses dont certaines sont présentées dans le Libre communities manifesto (en). Le credo wikipédien est un exemple de valeur prônée par les communautés liées au savoir libre :

« Imaginez un monde dans lequel chacun puisse avoir partout sur la planète libre accès à la somme de toutes les connaissances humaines. C'est ce que nous sommes en train de faire,. »

## Définitions

### Savoir libre
Des militants du savoir libre pensent que la liberté du savoir est menacée par des tentatives de restreindre ou de contrôler le partage de l'information (ou des connaissances explicites) par l'Internet. En conséquence, la Free Software Foundation a créé une définition du savoir libre à partir de la définition du logiciel libre qui reprend ces inquiétudes :

« Le savoir libre est le savoir explicite libéré de manière à ce que les utilisateurs soient libres de le lire, de l'écouter, de le regarder ou d'en faire l'expérience de toute autre manière ; d'apprendre de ou avec ce dernier ; de le copier, l'adapter et l'utiliser peu importe la raison ; et d'en partager les nouveaux développement de la même manière pour le bien commun.
Les utilisateurs du savoir libre sont libres :
(1) d'utiliser le travail pour tout usage
(2) d'étudier ses mécanismes, d'être capables de le modifier et de l'adapter pour leurs propres besoins
(3) de créer et de distribuer des copies de ce dernier en tout ou en partie
(4) d'améliorer et/ou d'étendre le travail et d'en partager les résultats.
Les points 2 et 4 nécessitent que le savoir libre soit inscrit sur des supports digitaux ouverts qui peuvent être entièrement modifiables à l'aide de logiciels libres tels que définis par la Free Software Foundation. »

### Ressources libres
L'expression « ressources libres » réfère aux ressources mises sur un dispositif ou un média dont l'accès peut se faire par un logiciel libre et dont la licence permet l'utilisation et la réutilisation de ces dernières avec le moins de contraintes possibles.
De telles ressources sont indispensables aux communautés liées aux logiciels et à la culture libre.

## Chronologie
Dès les premiers développements du savoir, la question que ce dernier soit libre ou pas a été soulevée. La révolution numérique a ramené des débats autour de la question du partage du savoir au cours des dernières années.
Voici quelques éléments marquants sur le sujet au cours des dernières années :
- 1909 : L'une des premières publications du Mahatma Gandhi, Hind Swaraj, influence fortement le mouvement pour l'indépendance de l'Inde. Traduit en anglais l'année suivante, le passage sur les droits d'auteur mentionne que le livre n'a « pas de droits réservé[trad 3]. »[2]
- 1954 : Mark Van Doren (en) publie un essai sur « le droit de savoir et la liberté d'en disposer[trad 4]. »[3].
- 2000 : Lawrence Lessig débute, avec Code and Other Laws of Cyberspace, une série de publications décrivant les tensions entre le désir d'une culture libre de l'Internet et d'un Internet légiféré par des moyens techniques. Les autres publications sont L'Avenir des idées (2001), Free Culture (2004)[4] et Code: Version 2.0 (2006).
- 2001 : Lancement de Fle3 (en), visant à créer des « logiciels libres pour la construction du savoir [libre][trad 5]. »[5].
- 2002 :
  - La Budapest Open Access Initiative lance un appel pour un open access de la recherche dans tous les domaines.
  - Publication d'une série d'essais de Richard Stallman posant les bases du savoir libre selon l'optique de la prolongation du logiciel libre[6]
- 2003 :
  - Déclaration de Berlin sur le libre accès à la connaissance (2003)
- 2004 :
  - Publication de la définition du savoir libre inspirée de la Free Software Foundation sur le blogue de Jimmy Wales[7].
  - Yochai Benkler publie Coase's Penguin, postulant l'émergence de la Commons-based peer production, un nouveau mode de production du XXIe siècle[8]. Il affinera son idée dans La Richesse des réseaux[9].
- 2007 :
  - Charlotte Hess et Elinor Ostrom publient Understanding Knowledge as a Commons: from theory to practice, détaillant ce qui entoure le savoir commun[10].
  - Kim Tucker lance l'essai Say "Libre", clarifiant pourquoi il est mieux d'utiliser le mot "libre" plutôt que "open"[11],[12].

## Le mouvement d'Accès au Savoir (A2K)
Le mouvement d'Accès au Savoir (de l'anglais Access to Knowledge (en) - A2K) est le nom d'un regroupement pour la promotion du savoir libre né dans les pays anglo-saxons. L'association de défense des droits des consommateurs Consumers International joue un rôle central dans le mouvement en coordonnant le Réseau A2K. Elle défend l'idée que les droits de propriété intellectuelle peuvent menacer les droits les consommateurs, par exemple en empêchant certaines utilisations. Pour Consumers International, l'Accès au Savoir est :

« un terme qui englobe un mouvement dont le but est de créer un accès public plus équitable à la culture et à l’éducation. Le but est la création d’un monde dans lequel les travaux culturels et scolaires soient accessibles à tous, et dans lequel les consommateurs tout comme les créateurs puissent participer à cet environnement dynamique d’innovation et de créativité. Ces objectifs sont d’un intérêt important pour un grand nombre d’associations de consommateurs, d’ONG, de militants, d’internautes et d’autres. »

## Défis dans le monde occidental et non-occidental
Les défis à la production et à la diffusion de savoir libre sous forme numérique sont multiples. Si dans les pays occidentaux, l'enjeu de la propriété intellectuelle des productions savantes et de l'édition scientifique ouverte est au cœur des débats, les pays en développement font face à de plus grands obstacles.
Un premier obstacle est l'existence d'inégalités dans l'usage et l'accès aux technologies de l'information et de la communication (TIC), appelée fracture numérique. Dans les régions les plus pauvres, lorsque les réseaux électriques sont vétustes, le courant n'est disponible que quelques heures par jour. Les populations n'ont pas toujours accès à des infrastructures de télécommunication permettant de se connecter à internet, et le prix des abonnements et des équipements informatiques n'est pas accessible pour un grand nombre. Par ailleurs, les universités des pays en développement disposent de budgets bien moins élevés que leurs consœurs occidentales, et ne peuvent financer qu'une part limitée des infrastructures et équipements nécessaires à la recherche scientifique.
L'analphabétisme, l'analphabétisme fonctionnel et l'illectronisme sont d'autres défis de taille, même dans les pays occidentaux. Au Québec par exemple, 49 % de la population a des difficultés de lecture. Au-delà des problèmes d'alphabétisation, l'utilisation des outils informatiques demande un apprentissage, tout comme la recherche d'information sur internet. Ces apprentissages ne vont pas de soi, et le manque de connaissance nécessaires à l’utilisation des ressources électroniques est un obstacle à la création et à la diffusion de savoir.
Un autre enjeu tient aux critères de valorisation et de légitimation des savoirs. Les savoirs traditionnels et les savoirs oraux des cultures non-occidentales ne sont pas toujours pris en compte dans les mouvements pour le savoir libre. Dans le domaine scientifique, les universités des pays en développement ont rarement les moyens d'assurer la visibilité de leurs recherches dans les revues académiques consacrées. Ainsi, les plates-formes de savoir libre contribuent à reproduire des inégalités et des rapports asymétriques qui perdurent depuis l'époque coloniale. Déjà en 1980, le Rapport McBride présenté à l'UNESCO soulignait ces inégalités au sujet de l'accès à l'information et aux médias dans les pays occidentaux et non-occidentaux.